# Sahara Davenport
Antoine Ashley (17 de dezembro de 1984 – 1 de setembro de 2012), mais conhecido pelo nome de drag Sahara Davenport, foi um drag queen dos Estados Unidos, cantor, personalidade de reality shows e dançarino de formação clássica. Davenport era mais conhecido por ter sido um dos competidores na segunda temporada da RuPaul's Drag Race.

## RuPaul's Drag Race
Davenport apareceu na segunda temporada de RuPaul's Drag Race em 2010. Ela foi nomeada "a dançarina" quando, no primeiro episódio, teve que "fazer lip-sync para sobreviver" contra Shangela, sua antiga colega de classe na Universidade Metodista Meridional (onde ela obteve um diploma de arte em dança). No segundo episódio, Davenport se tornou a líder de equipe quando ela e Pandora Boxx venceram o mini desafio. Sahara venceu o desafio eliminatório do segundo episódio quando ajudou sua equipe a arrecadar a maior quantidade de dinheiro através de pole dancing e vendendo vale-presentes para tortas de cereja nas ruas de Los Angeles.
No quarto episódio, Davenport apresentou uma imitação humorística de Whitney Houston no desafio "Snatch Game". No episódio sobre vestidos de casamento, ela ficou entre as duas últimas novamente, mas permaneceu na competição com sua performance de dublagem labial de "Carry On" de Martha Wash. Sahara foi eliminada no sexto episódio por não passar uma atitude suficientemente "rock 'n' roll". A primeira temporada de RuPaul's Drag Race: All Stars foi ao ar após sua morte e contou com sua parceira, Manila Luzon, como competidora. O primeiro episódio foi dedicado à sua memória.
A irmã drag de Davenport, Kennedy Davenport, apareceu na 7ª temporada de RuPaul's Drag Race e na 3ª temporada de RuPaul's Drag Race: All Stars, onde terminou em segundo lugar. Sua sobrinha drag, Honey Davenport, ficou em 13º lugar na 11ª temporada da Drag Race.

## Música
Em 2011, Davenport lançou seu segundo single "Go Off". Um EP de remix foi lançado mais tarde em 31 de janeiro de 2012, e contou com um remix de Manny Lehman. "Go Off" estreou no número cinquenta na Billboard Dance Club Songs, antes de chegar ao número trinta e cinco. O videoclipe de "Go Off" apresenta participações especiais das concorrentes da Drag Race Manila Luzon e Jiggly Caliente.

## Vida pessoal e morte
Antes de sua morte, Davenport residia na cidade de Nova York com seu namorado Karl Westerberg, uma drag queen que atende pelo nome artístico de Manila Luzon e que foi concorrente e vice-campeão na terceira temporada da Drag Race RuPaul. Davenport morreu de insuficiência cardíaca no Hospital Johns Hopkins em Baltimore em 1º de outubro de 2012 aos 27 anos de idade. Ela foi a primeira competidora do show Drag Race a morrer. No programa, Davenport discutiu seu uso de "drogas de grife", como a cetamina, e como sua mãe drag teve que ajudá-la a abandonar o vício.

## Discografia

### Singles
| Título         | Ano  | Melhor posição        |
| Título         | Ano  | Dance Club Songs U.S. |
| -------------- | ---- | --------------------- |
| "Pump with Me" | 2010 | -                     |
| "Go Off"       | 2011 | 35                    |